# Moana Carcasses
Moana Carcasses Kalosil (Taravao 27 de janeiro de 1963) é um político de Vanuatu, que foi o primeiro-ministro do seu país de março de 2013 a maio de 2014. Foi o primeiro cidadão naturalizado de Vanuatu a se tornar primeiro-ministro.
Carcasses foi demitido como primeiro-ministro em 2014 em uma moção de não-confiança, mas retornou ao governo em 2015 como vice-primeiro-ministro no governo de Sato Kilman. Em outubro de 2015, Carcasses e 13 de seus colegas deputados do governo foram presos por suborno depois que a Suprema Corte de Vanuatu descobriu que Carcasses havia oferecido empréstimos aos outros parlamentares para obter apoio em uma moção de não-confiança da oposição.